# Internationaal Theosofisch Centrum
Het Internationaal Theosofisch Centrum in Naarden is een van de drie internationale centra van de Theosofische Vereniging in de wereld. Naast het hoofdkwartier in Adyar (India) zijn de andere twee centra  de Manor in Sydney (Australië) en het Internationaal Theosofisch Centrum (ITC) te Naarden (Nederland). Krotona in Californië, The Farm bij Brasilia (Brazilië) en nog een aantal andere zijn kleinere centra ook al zijn deze vaak groter qua oppervlakte.
In 1925 schonk mevrouw Van Eeghen-Boissevain het domein aan Annie Besant, de tweede internationale presidente van de Theosofische Vereniging. In het Internationaal Theosofisch Centrum (ITC), dat sedert 1990 statutair de internationale president van de Vereniging als voorzitter heeft, worden regelmatig zomerscholen en cursussen georganiseerd. 
Het is bovendien de zetel van de Europese Federatie der Theosofische Vereniging (EFTS).
Vele bekende leden en sympathisanten van de theosofische beweging bezochten het domein: Rabindranath Tagore, Annie Besant, Jiddu Krishnamurti, Rukmini Devi Arundale, James Ingall Wedgwood, John Coats, Charles Webster Leadbeater, de veertiende dalai lama, de zestiende karmapa, Geoffrey Hodson, Frans Wittemans, Nilakantha Sri Ram, George Arundale, Curuppumullage Jinarajadasa, Tim Boyd en Radha Burnier.

## Voornaamste gebouwen
- St. Michael's House
- Besant Hall
- Crystal House
- Ashrama
- De Kerk van Sint Michaël en alle Engelen, een Vrij-Katholieke Kerk